# Yitzhak Kaduri
Yitzchak Kaduri (in ebraico יצחק כדורי‎?, arabo:اسحق قدوري), scritto anche Kadouri, Kadourie, Kedourie; "Yitzhak"  (in ebraico יִצְחָק‎?  ebraico moderno: jit͡sˈχak, ebraico classico: jisˤˈħaːq) (Baghdad, 1898 o 1902 – Gerusalemme, 28 gennaio 2006), rinomato cabalista haredi, che dedicò la vita allo studio della Torah e alla preghiera a nome del popolo ebraico.
Insegnò e praticò i kavanot (devozioni) del mistico Shalom Sharabi (detto il Rashash). Le sue benedizioni ed i suoi amuleti furono molto richiesti, per la cura di malattie e di infertilità. Non pubblicò articoli o libri religiosi, ma fu molto popolare e rinomato come maestro cabalista e divinatore. Al suo funerale a Gerusalemme parteciparono più di mezzo milione di devoti.

## Biografia
Nato a Baghdad nel 1902 (sebbene la data esatta non si conosca per certo) allora parte dei vilayet dell'Impero ottomano, suo padre Rabbi Katchouri Diba ben Aziza era un mercante di spezie. Da giovane Kaduri eccelse nei suoi studi ed iniziò ad imparare la Cabala mentre era ancora adolescente, studio che portò avanti per tutta la vita. Fu discepolo di Ben Ish Chai (Rabbi Yosef Chaim di Baghdad) e frequentò la Yeshivah Zilka di Baghdad.
Nel 1923, Rabbi Kaduri si trasferì nel Mandato britannico della Palestina (Eretz Israel, la Terra Santa), seguendo il consiglio degli anziani di Baghdad. Lì cambiò nome da Diba a Kaduri. Andò a studiare presso la Yeshivah Shoshanim LeDavid, specializzata neri cabalisti dell'Iraq. I suoi insegnanti furono quindi rinomati cabalisti, tra cui Rabbi Yehuda Ftaya, autore di Beit Lechem Yehudah, e Rabbi Yaakov Chaim Sofer, autore di Kaf Hachaim. In seguito si immerse in uno studio talmudico regolare e approfondì la giurisprudenza rabbinica alla Yeshivah Porat Yosef nella Città Vecchia di Gerusalemme, dove studiò anche la Cabala col rettore della yeshivah, Rabbi Ezra Attiya, Rabbi Saliman Eliyahu (padre del Rabbino capo sefardita, Rabbi Mordechai Eliyahu), ed altri dotti rabbini.
Nel 1934, Rabbi Kaduri si spostò con la famiglia nella Città Vecchia, dove la Yeshivah Porat Yosef gli fornì un appartamento nelle vicinanze ed un lavoro, che consisteva nel rilegate i libri della yeshivah e copiare manoscritti rari nella relativa biblioteca. I libri rimasero nella biblioteca della yeshivah, mentre le copie dei manoscritti venivano conservate nella biblioteca personale di Rabbi Kaduri. Prima di rilegare un libro, Kaduri lo studiava intensamente e lo memorizzava. Si reputava infatti che avesse una memoria fotografica, e riuscì anche a memorizzare il Talmud, inclusi i commentari di Rashi e le Tosafot.
Durante il periodo di scontri tra arabi e israeliani, che poi portò alla guerra del 1948, la Yeshivah Porat Yosef si trasformò in una fortezza, per proteggere i residenti contro frequenti esplosioni di violenza. Quando il quartiere ebraico della Città Vecchia cadde nelle mani dell'esercito giordano, i soldati giordani diedero fuoco alla yeshivah e alle case circostanti, distruggendo tutti i libri e i manoscritti che Rabbi Kaduri non era riuscito a portare clandestinamente presso la Yeshivah Beit El (Yeshivat HaMekubalim) di Gerusalemme. Kaduri conosceva a memoria tutti gli scritti di Rabbi Isaac Luria, fondatore della Cabala moderna. Dopo la morte nel 1989 del maggiore cabalista di Israele, Rabbi Efraim Hakohen, tutti gli altri cabalisti nominarono Rabbi Kaduri come loro decano.
Rabbi Kaduri non pubblicò gli scritti che aveva prodotto sullo studio della Cabala, permettendo solo ai suoi studenti di esaminarli. Pubblicò però alcuni articoli in cui criticava coloro che promuovono la "Cabala pratica" e la relativa diffusione di insegnamenti o amuleti, spesso a pagamento. Criticò inoltre lo sviluppo di organizzazioni cultistiche frequentate da celebrità pop – "La Cabala non dovrebbe essere insegnata ai non ebrei", spiegò.
Nell'ottobre 1997, Benjamin Netanyahu, a quel tempo alla sua prima nomina quale Primo Ministro di Israele, venne a far visita a Kaduri presso la sua sinagoga e si riporta che gli sussurrò all'orecchio "la sinistra si è dimenticata cosa significa essere ebrei". Questa frase fu considerata conflittuale e venne ripresa polemicamente dalla stampa.
Kaduri visse in povertà e semplicità: mangiava poco, parlava poco, e pregava ogni mese sulle tombe degli tzaddikim di Israele. La sua prima moglie, Rabbanit Sara, morì nel 1989; si risposò nel 1993 con Rabbanit Dorit, una baalat teshuva che aveva metà dei suoi anni. In gennaio 2006 Rabbi Kaduri venne ammesso all'ospedale Bikur Holim Hospital di Gerusalemme con una polmonite e morì alle 22:00 del 28 gennaio 2006 (29 Tevet 5766). Fu attivo e lucido di mente fino al suo ultimo giorno.

## Benedizioni e profezie
Nel corso degli anni, numerose persone (principalmente ebrei sefarditi, ma non solo) si rivolsero a Rabbi Kaduri chiedendogli assistenza spirituale, consigli e benedizioni. Il rabbino inoltre, basandosi sui contenuti della Cabala, creava amuleti che i suoi fedeli gli richiedevano per risolvere problemi di infermità, malattie, e crisi economiche familiari. Kaduri stesso aveva ricevuto benedizioni dal rinomato mistico Ben Ish Chai (Rabbi Yosef Hayyim di Baghdad) nel 1908 e dal Lubavitcher Rebbe (Rabbi Menachem Mendel Schneerson) nel 1990, entrambi predicendogli che avrebbe incontrato il Messia.
Kaduri era inoltre considerato un veggente. Nel tardo 2004, Kaduri ebbe ad affermare che "si preannunciano grandi tragedie nel mondo" due settimane prima del terremoto e maremoto dell'Oceano Indiano; il reporter Baruch Gordon di Radio Arutz Sheva connesse il fatto dicendo che Kaduri "aveva predetto" la tragedia.
Prima di morire, Kaduri aveva asserito che si aspettava che il "Mashiach", il messia ebreo, dovesse arrivare presto e che l'aveva incontrato un anno prima. Fu ipotizzato che Rabbi Kaduri avesse lasciato ai suoi discepoli una nota scritta a manocfr. Galleria e che questi fossero stati istruiti ad aprire tale nota solo dopo un anno dalla morte del rabbino. Dopo un anno, la nota fu quindi aperta dai seguaci, che lessero le seguenti parole: in ebraico ירים העם ויוכיח שדברו ותורתו עומדים‎? (tradotto: "egli solleverà il popolo e confermerà che la sua parola e la legge perdurano"), che in acronimo suggerisce il nome "Gesù" (in ebraico יְהוֹשֻׁעַ‎?, Yĕhôshúa).

## Galleria d'immagini

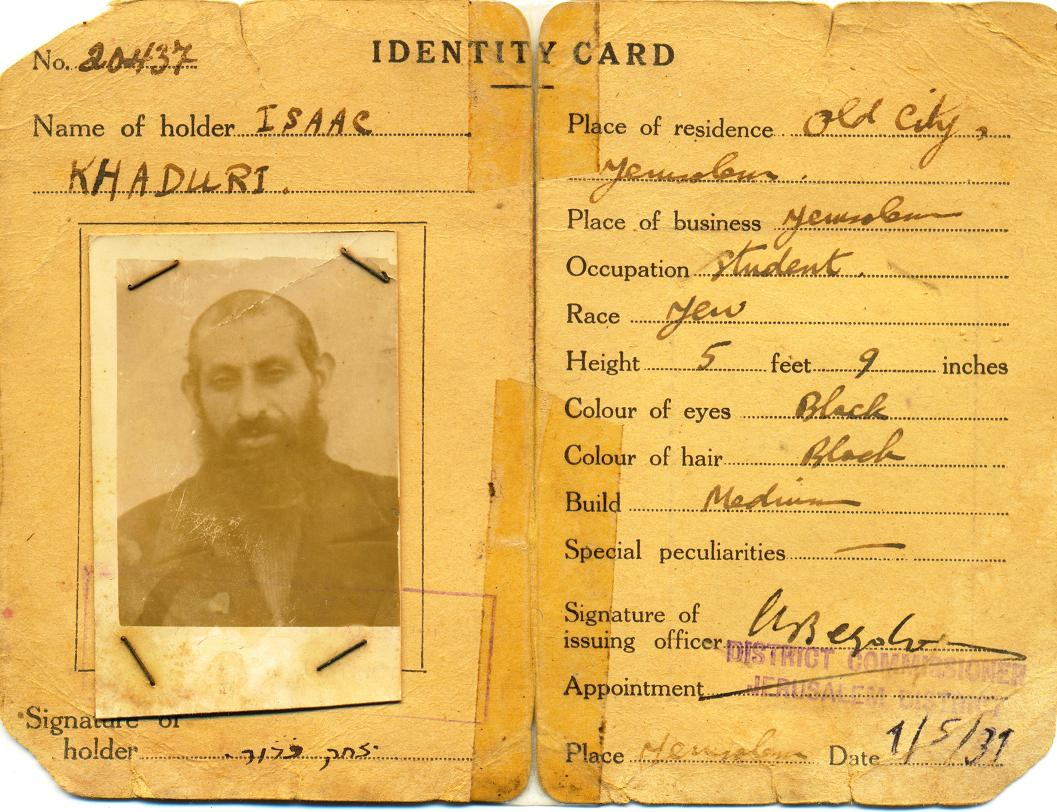
Carta d'identità di Kaduri (Gerusalemme, 1931)
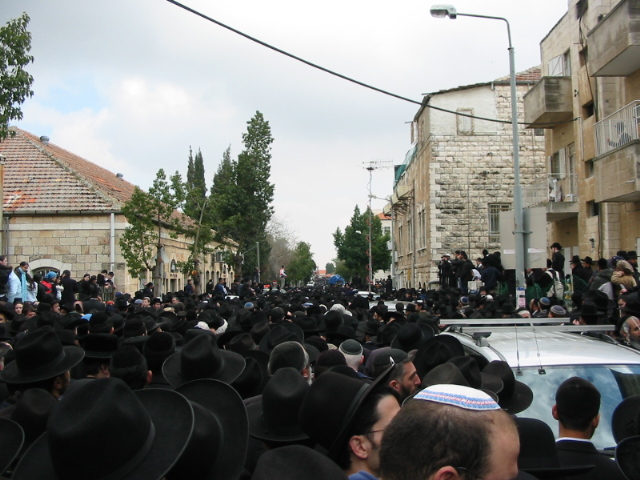
Processione del funerale davanti alla Yeshivah Nachalat Yitzchak, nel quartiere di Bucharim a Gerusalemme
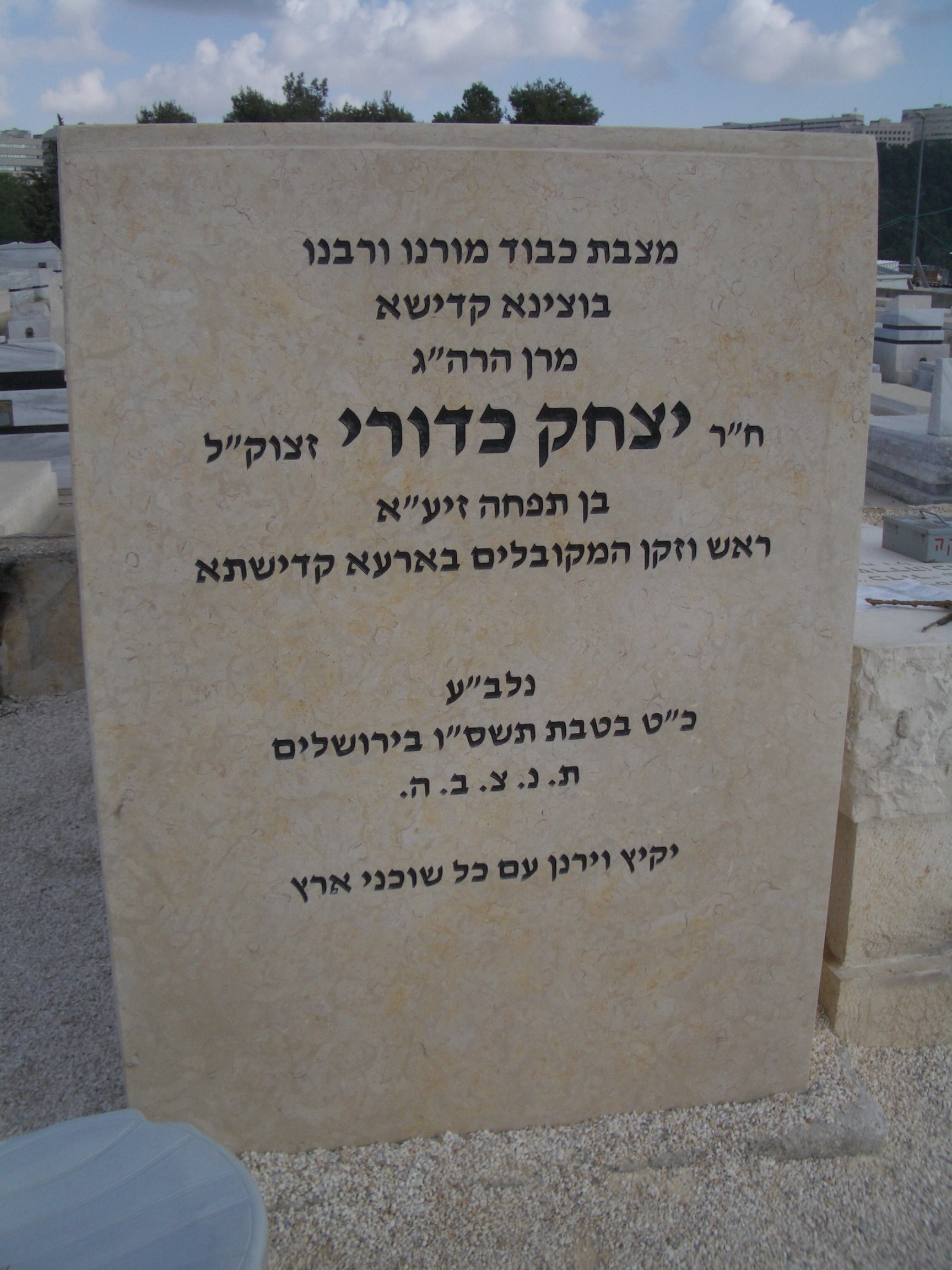
Tomba del Rosh HaMekubalim Yitzhak Kaduri
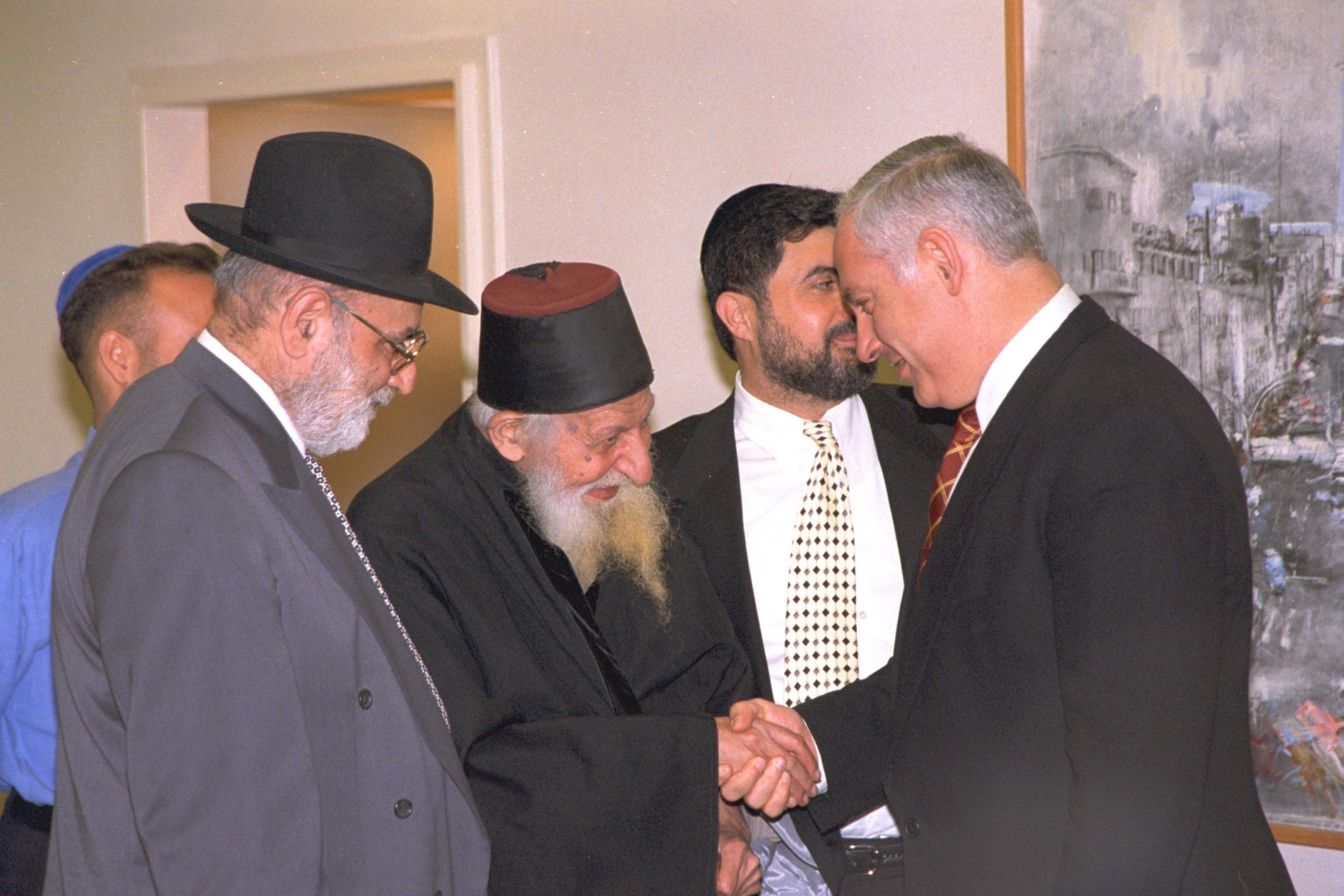
Incontro tra il Primo Ministro di Israele Benjamin Netanyahu e Yitzhak Kaduri presso l'ufficio del PM a Gerusalemme, in onore del Nuovo Anno (1997)
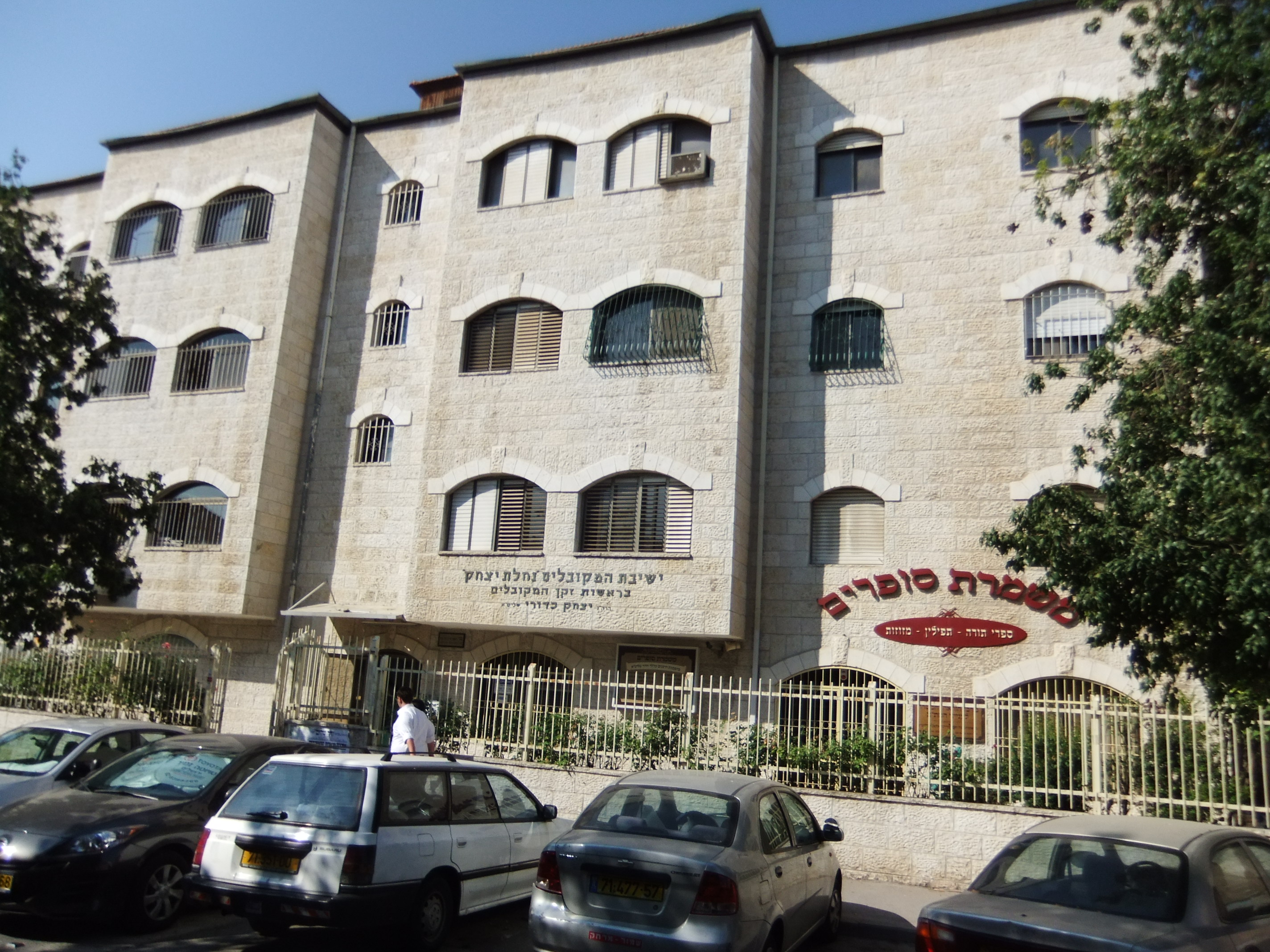
La Yeshivah di Rabbi Kaduri Yeshiva a Gerusalemme
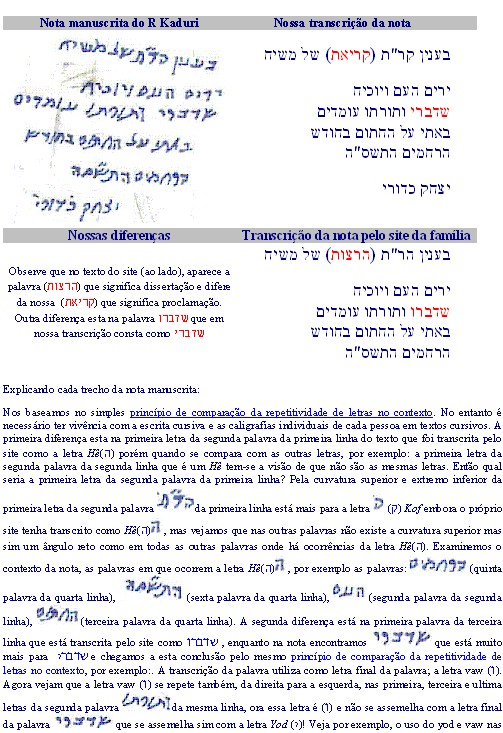
Trascrizione e traduzione della "nota profetica sul Messia" di Kaduri